# Ignacio Comonfort
José Ignacio Gregorio Comonfort de los Ríos, chiamato più semplicemente Ignacio Comonfort (Amozoc, 12 marzo 1812 – Chamacuero, 13 novembre 1863), è stato un militare e politico messicano.
Fu il 26º presidente del Messico dall'11 dicembre 1855 al 21 gennaio 1858.

## Biografia
Ignacio Comonfort nacque ad Amozoc, oggi sobborgo della città di Puebla, il 12 marzo 1812, da una modesta famiglia. Le precarie condizioni economiche della famiglia non gli permisero di terminare gli studi in giurisprudenza presso il Collegio Carolino di Puebla (l'odierna università cittadina). Entrato nell'esercito nel 1832, si schierò accanto al generale Antonio López de Santa Anna nella sua ribellione contro il governo del presidente del Messico Anastasio Bustamante, venendo successivamente nominato comandante della guarnigione militare di Tlapa, nello Stato di Guerrero. Deputato al Congresso federale dal 1842 al 1846, Comonfort combatté nel 1847 nella guerra messico-statunitense, segnalandosi diverse volte; rieletto deputato nel 1848, fu senatore fino al 1851 e successivamente direttore della dogana di Acapulco nel 1853. Di idee liberali, anche se moderate, Ignacio Comonfort aderì, il 1º marzo 1854, insieme ad altri capi politici liberali (come Juan N. Álvarez, Benito Juárez e Melchor Ocampo), al Piano di Ayutla, siglato nell'omonima cittadina dello Stato di Guerrero, per abbattere la dittatura di Santa Anna e dare al Messico un regime democratico che modernizzasse le strutture sociali ed economiche. Dopo essersi organizzati militarmente, i liberali fissarono la propria base ad Acapulco, difesa efficacemente dall'assalto delle truppe di Santa Anna da Comonfort, che allo stesso tempo guidò una serie di campagne militari nel Messico meridionale. Oltre a questo, egli si occupò anche dell'aspetto finanziario dell'operazione, recandosi nel giugno del 1854 negli Stati Uniti per raccogliere fondi; riuscì nell'intento, ottenendo un grosso prestito da Gregorio Ajuria, un ricco spagnolo amico di Álvarez e simpatizzante delle idee liberali. Comofort tornò ad Acapulco agli inizi di dicembre, recandosi poi a Michoacán, dove la rivoluzione era appoggiata dai cittadini di Jalisco, comandati da Santos Degollado. Alla fine i ribelli messicani riuscirono a trionfare e a far deporre Santa Anna (14 agosto 1855), che dovette andare in esilio. Alla presidenza del Paese andò ad interim
Álvarez, che mise i suoi vecchi compagni di lotta nei dicasteri più importanti: a Comonfort toccò il ministero dell Guerra. Poco tempo dopo, l'11 dicembre 1855, il presidente messicano si dimise e alla presidenza andò lo stesso Comonfort, nell'attesa che fosse emanata una nuova Costituzione. Eventi caratterizzanti della sua permanenza alla guida del Paese furono la continuazione della lotta contro i privilegi ecclesiastici (legge del 25 giugno 1856 per lo svincolo dei beni di manomorta) e la promulgazione, il 5 febbraio 1857, della nuova Costituzione Federale degli Stati Uniti Messicani del 1857, di principi altamente liberali, che garantiva la libertà di espressione, assemblea e coscienza, riaffermava l'abolizione della schiavitù, sopprimeva la pena di morte e l'uso dei titoli nobiliari e conteneva dure disposizioni contro il potere temporale della Chiesa. La promulgazione della nuova Costituzione e la politica liberale del presidente, valsero a Comonfort l'avversione del partito conservatore e della Chiesa, che minacciò di scomunicare tutti coloro che avessero giurato sulla carta costituzionale. Tuttavia le elezioni si svolsero ugualmente e, il 1º dicembre 1857, Comonfort fu riconfermato alla presidenza della Repubblica. Tuttavia questa fu la scintilla che fece scoppiare la ribellione dei conservatori, guidato dal generale Félix María Zuloaga, il quale, il 17 dicembre con le sue truppe riuscì a impadronirsi della capitale. Di animo conciliante, il presidente messicano cercò di trattare, ma l'11 gennaio 1858 fu deposto e dovette abbandonare Città del Messico e rifugiarsi negli Stati Uniti. Dopo la sua partenza, il Paese fu sconvolto da una guerra civile che durò tre anni tra i conservatori, ora capeggiati dal nuovo presidente del Messico, generale Miguel Miramón, succeduto a Zuloaga, e i liberali, che si rifugiarono a Veracruz, dando vita ad un governo provvisorio con a capo Benito Juárez, vicepresidente di Comonfort e Presidente della Corte Suprema. Rimasto estraneo alla guerra civile, nel 1863 l'ex - presidente ritornò in patria per combattere l'esercito francese, inviato da Napoleone III per mettere sul trono del Messico l'arciduca austriaco Massimiliano d'Asburgo, venendo nominato da Juárez generale dell'esercito centrale repubblicano. In tale veste, l'8 maggio 1863 si scontrò, al comando di 4000 uomini, con i francesi a San Lorenzo, presso Puebla, venendo battuto e dovendo ritirarsi verso Tlaxcala. La sconfitta ebbe gravi conseguenze, poiché lasciò senza protezione la capitale messicana, da cui Juárez dovette partire il 31 maggio e rifugiarsi prima a San Luis Potosí e poi a El Paso del Norte (l'odierna Ciudad Juárez), mentre Città del Messico cadde in mani francesi. Nei mesi successivi Comonfort si decise a marciare su Santiago de Querétaro, ma il 13 novembre 1863 cadde in un'imboscata nei pressi del villaggio di Chamacuero, nello Stato di Guanajuato, e fu ferito a morte: spirò mentre veniva portato a Celaya, a soli 51 anni.